# Buras-Triumph
Buras-Triumph é uma Região censo-designada localizada no estado americano de Luisiana, na Paróquia de Plaquemines.

## Demografia
Segundo o censo americano de 2000, a sua população era de 3358 habitantes.

## Geografia
De acordo com o United States Census Bureau tem uma área de
18,7 km², dos quais 13,0 km² cobertos por terra e 5,7 km² cobertos por água.

## Localidades na vizinhança
O diagrama seguinte representa as localidades num raio de 52 km ao redor de Buras-Triumph.